# Szukajwoda
Szukajwoda (ukr. Шукайвода) – wieś na Ukrainie, w obwodzie czerkaskim, w rejonie humańskim, w hromadzie Chrystyniwka. W 2001 liczyła 1079 mieszkańców, spośród których 1054 wskazało jako ojczysty język ukraiński, 22 rosyjski, a 3 inny.